# شوراي نظار
شوراي نظار (يُعرف أيضًا باسم المجلس الإشرافي للشمال) أسسه أحمد شاه مسعود في عام 1984 في ولايات تخار وبدخشان وبلخ وقندوز الشمالية خلال الحرب السوفيتية الأفغانية. تضمن ووحد حوالي 130 قائد مقاومة من 12 منطقة شمالية وشرقية ووسطى في أفغانستان.
على الرغم من أن العديد من قادة المجلس كانوا مرتبطين بالجمعية الإسلامية الخاصة برباني، إلا أن المجلس أقام علاقات عميقة مع المجتمعات المحلية وقام بشؤونه بشكل مستقل عن قيادة الجمعية، التي تتخذ من باكستان مقراً لها. يواصل العديد من القادة السابقين والمقاتلين في المجلس ممارسة نفوذهم وقوتهم في مختلف المستويات في جميع أنحاء الولايات الشمالية.